# كينجي ناكامورا
كينجي ناكامورا (باليابانية: 中村健治؛ بالكانا: なかむら けんじ) هو مخرج ياباني، ولد في 25 مارس 1970 في أوغاكي في اليابان.

## وصلات خارجية
- كينجي ناكامورا على موقع IMDb (الإنجليزية)
- كينجي ناكامورا على موقع قاعدة بيانات الفيلم (الإنجليزية)
- كينجي ناكامورا على موقع كينوبويسك (الروسية)
- كينجي ناكامورا على موقع ANN person (الإنجليزية)